# Yoshida Sayuri
Yoshida Sayuri (吉田 小百合 Cát Điền Tiểu Bách Hợp, sinh ngày 25 tháng 3 năm 1966 ở Tokyo) là một nữ diễn viên lồng tiếng người Nhật Bản, nổi tiếng nhờ vai diễn Awayuki Himeno trong Prétear và Mizuki Inaba trong Full Metal Panic!. Cô cũng là người lồng tiếng cho Rubette la Lette trong Gokudo và thu âm loạt album Macross Generation.

## Phim tham gia

### Anime
| Năm                             | Tác phẩm                              | Vai                                | Ghi chú | Nguồn |
| ------------------------------- | ------------------------------------- | ---------------------------------- | ------- | ----- |
| 1996–2005                       | Case Closed                           | Nhân vật khách mời                 |         | [ 3 ] |
| 1997                            | Class Reunion: Yesterday Once More    | Wakabayashi Ayu, Kobayakawa Mizuho | OVA     | [ 3 ] |
| 1998                            | Nazca                                 | Miura Miyuki, Maiden               |         | [ 3 ] |
| 1998                            | Only You: Viva! Cabaret Club          | Sarina                             |         |       |
| 1999                            | Pet Shop of Horrors                   | Cô gái                             |         |       |
| 1999                            | Gokudo                                | Rubette la Lette                   |         | [ 3 ] |
| 1999                            | Cyborg Kuro-chan                      | Juliet, Megumi, vài nhân vật khác  |         |       |
| 2001                            | Angelic Layer                         | Jonouchi Rin                       |         |       |
| 2001                            | Prétear                               | Awayuki Himeno                     |         | [ 3 ] |
| 2001                            | Shoukan Kyoushi Real Bout High School | Nakamura Tamaki                    |         | [ 3 ] |
| 2001                            | Najica Blitz Tactics                  | Semere                             |         | [ 3 ] |
| 2001                            | Hoshi no Kirby                        | Fumu, vài nhân vật khác            |         | [ 3 ] |
| 2002                            | Full Metal Panic!                     | Inaba Mizuki                       |         |       |
| 2002                            | Atashin'chi                           | Nhiều nhân vật                     |         |       |
| 2002                            | Princess Tutu                         | Rätsel                             |         |       |
| 2002                            | Weiß kreuz Glühen                     | Kodama Misaki                      |         |       |
| 2003                            | Full Metal Panic? Fumoffu             | Inaba Mizuki                       |         |       |
| 2003                            | F-Zero: GP Legend                     | Miss Killer, Misaki Haruka         |         |       |
| 2004                            | tactics                               | Minamoto Ayame                     |         |       |
| [[dts\|2005\|01\|28\|format=y}} | Doraemon                              | Woman                              |         |       |
| 2005                            | Doraemon                              | Nhiều nhân vật                     |         |       |
| 2005                            | Full Metal Panic! The Second Raid     | Inaba Mizuki                       |         |       |
| 2006                            | Kirarin Revolution                    | Minami Akane                       |         |       |
| 2008, 2014                      | Nintama Rantarō                       | Shimosakabe Heita, nhiều nhân vật  |         |       |
| 2008–15                         | Crayon Shin-chan                      | Nhiều nhân vật                     |         |       |
| 2009                            | Gokujō!! Mecha Mote Iinchō            | Damian                             |         |       |
| 2010                            | Stitch! ~Best Friends Forever~        | Noro                               |         |       |
| 2012                            | The Knight in the Area                | Ace Miami                          |         |       |
| 2012                            | Gon                                   | Konga                              |         |       |

### Trò chơi điện tử
| Năm  | Tác phẩm                                                | Vai    | Ghi chú | Nguồn |
| ---- | ------------------------------------------------------- | ------ | ------- | ----- |
|      | Ren'ai Kouhosei                                         | Lynn   | Windows | [ 3 ] |
| 2006 | MÄR: Klavier of Oblivion                                | Flat A |         |       |
| 2007 | Zero no Tsukaima: Maigo no Period to Ikusen no Symphony |        |         |       |
| 2009 | Hexyz Force                                             | Ralu   |         |       |

### Drama CD
| Tác phẩm                       | Vai   | Ghi chú | Nguồn |
| ------------------------------ | ----- | ------- | ----- |
| Macross Generation             | Riser |         |       |
| Tactics love letter sweet trap | Ayame |         |       |